# Велім (Колін)
Велім — (чеськ. Velim) муніципалітет і село в Колінському районі Середньочеського краю Чеської Республіки. Проживає близько 2200 мешканців.

## Історія
Археологічні знахідки доводять, що Велим був заселений ще за доісторичних часів. Перша письмова згадка про село датується 1323 роком. У першій половині 14 століття вона стала частиною маєтку Подебради. Після видачі 1781 року патенту на толерантність у селі проживало значну євангелічну меншість населення.

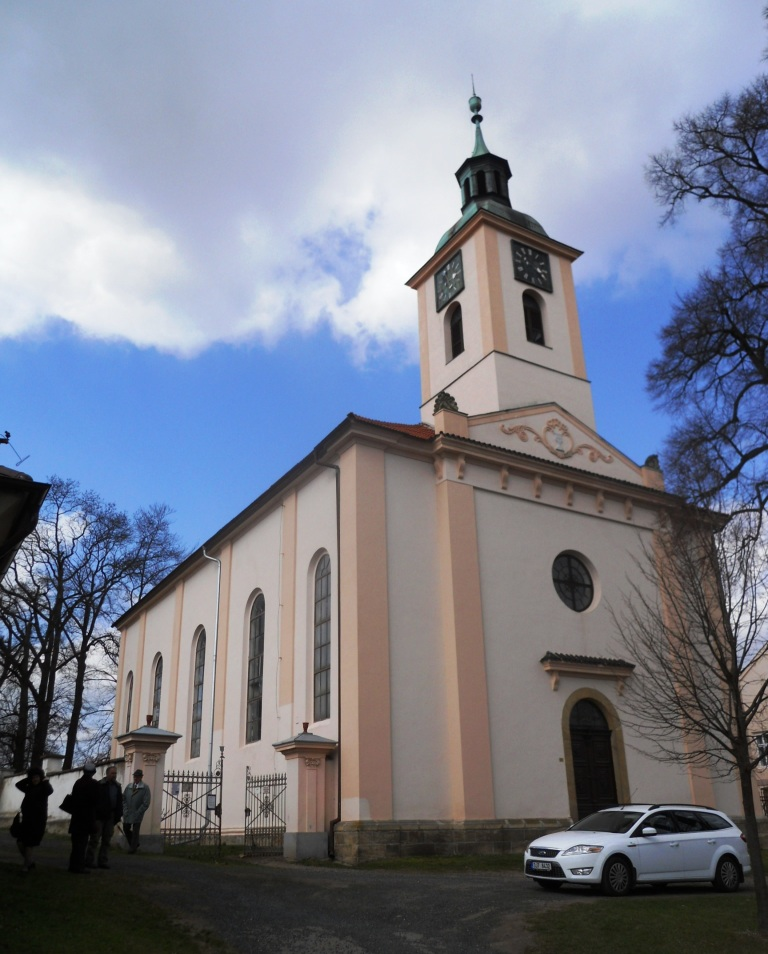
Католицька церква св. Лаврентія.

Спочатку незначне сільськогосподарське село, воно набуло значення після того, як у 1867 році було збудовано зупинку на прилеглій залізниці Оломоуц-Прага (відкрито в 1845 році). Великий вплив на це зробив нащадок угорської євангелічної знаті, євангелістський пастор і суперінтендант Чеської Гельветичної церкви Юстус Емануель Салатнай. З його ім'ям пов'язано також початок Велімського акціонерного цукрового заводу, заснованого в тому ж році, і місцевих заводів з виробництва шоколаду, кондитерських виробів та замінників кави (1869), в яких він брав участь разом зі своїм двоюрідним братом Яном Павлом. Поступово у Велімі було засновано цементний завод (1888 р.), фортепіанний завод (1920 р.) та два цегельні заводи. Сокіл був заснований тут у 1868 році і грав значну роль у громадському житті селища. Між 1850 і 1930 роками населення Велімі збільшилося приблизно вдвічі, тож до Другої світової війни у селі проживало понад 2400 поселенців.
Велім прославився в основному завдяки фабриці єврейської родини Глейзерів, які в 1892 перейняли шоколадну фабрику Велім після сім'ї Салатнай. Саме тут була виготовлена перша в Центральній Європі жувальна гумка (RICI, 1902 р.) і вперше після Першої світової війни були виготовлені порожнисті повністю шоколадні фігурки, як упаковані, так і розфарбовані вручну. Легендарна жувальна гумка Pedro вироблялася на вже націоналізованій фабриці в період з 1968 по 1994 рік.
Шоколадна фабрика у Велімі була закрита в 1994 році у зв'язку з придбанням компанією Nestlé (проте виставкові площі збереглися), колишня фортепіанна фабрика не використовується, а на початку 21 століття було навіть знесено прекрасну будівлю Велимської цукрової фабрики з елегантним неоготичним декором. Схожою виявилася доля і цегельного заводу на вулиці Сокільській, від якого залишилася тільки труба. Промислова спадщина селища, завдяки якому Велім став загальновідомим, його розміри і значення досі залишаються поза увагою, проте вона пропонує значний потенціал у майбутньому, підкреслений розташуванням Велима на важливій залізниці між Прагою та Пардубицею. Крім того, католицька церква св. Лаврентія 13 століття, історична євангелічна громада та природні місцевості У Єзіркачі та Скалка у Велімі.
Назва села в районі Колін також мала свою історію. До 1850 року під назвою Велімі, як селище в селі Веліні в районі. Кельн; з 1880 р. село Велім у р-ні. Кельн; з 1921 р. Велім у р-ні. Кельн, німецький Веллен.
Професор Томаш Гарріг Масарик також читав лекції у Національному домі на початку 20 століття. Влітку 23 червня 1901 року він також сказав там промову, яка була опублікована в книгах у Празі цього року («Наше політичне становище»). Велимська лекція Т.Г. Масарика відбулося після зборів реалістів (прогресивної народної партії) та візиту імператора до Праги.

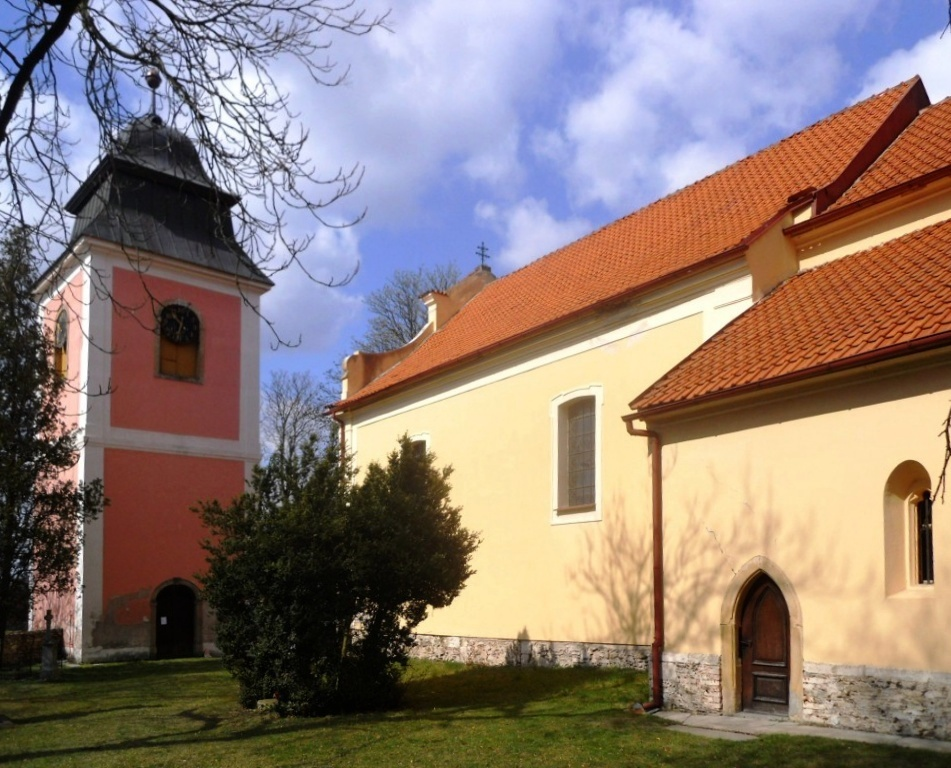
Євангельська церква 1856 р.

## Адміністративний поділ
Адміністративною частиною Веліма є Село Вітезей.

## Транспорт
В селі розміщений залізничний випробувальний полігон.

## Відомі люди
Станіслава Сучкова (1923-1997), чеська оперна сопрано.
Володимир Карбусицький (1925–2002), музикознавець та фольклорист.
Ярослав Соучек (1935-2006), діючий баритон.